# Свято-Покровська церква (Сухий Яр)

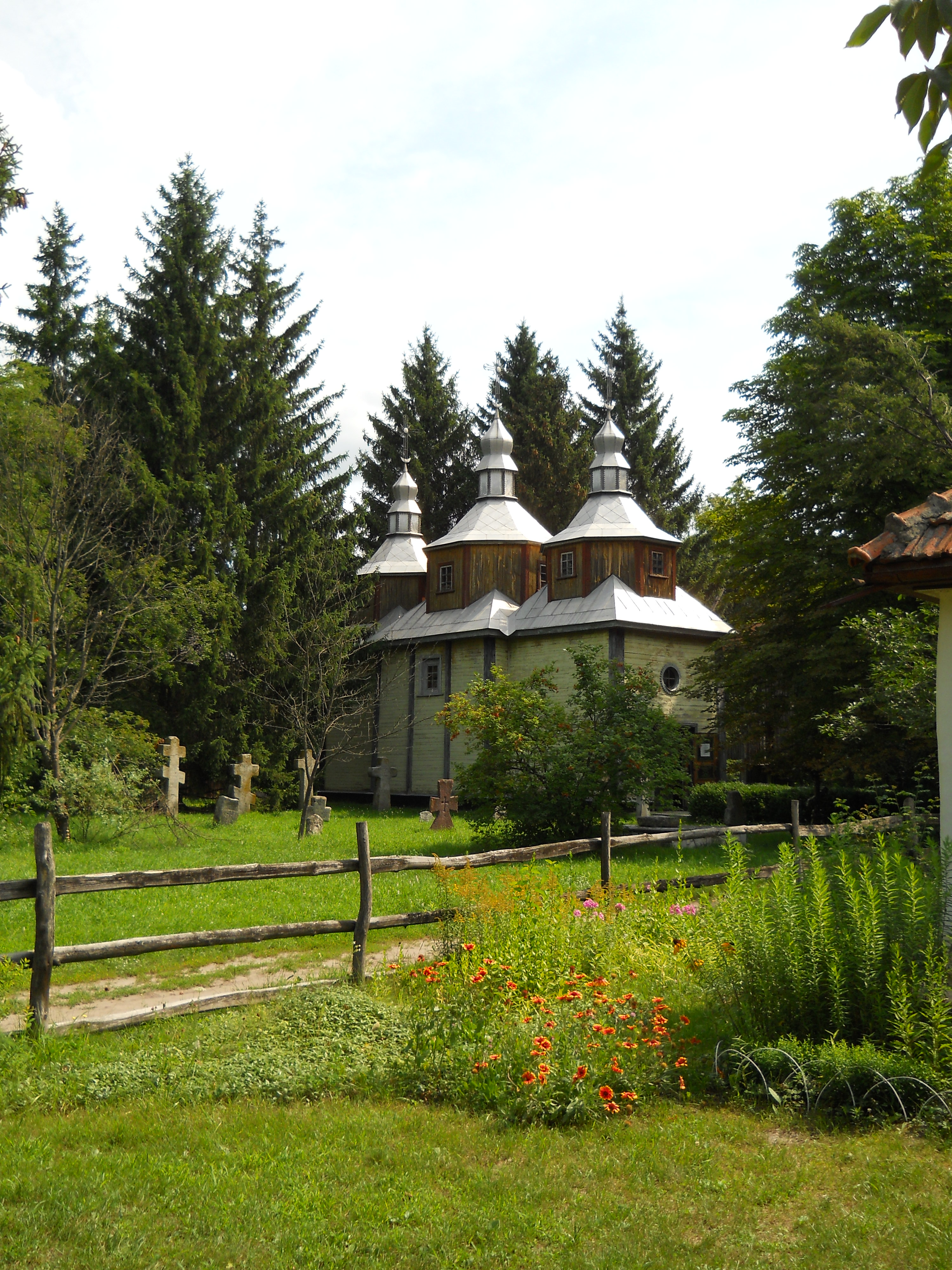
Вид на церкву (липень 2011 року)

Свято-Покровська церква — пам'ятка сакральної архітектури, дерев'яна церква із села Сухий Яр Ставищенського району Київської області. Споруджено 1774 року. У її приміщенні розташована експозиція музею історії української православної церкви.

## Архітектура
Пам'ятка архітектури Національного значення. Належить до того типу церков, у яких зруби стін усіх дільниць мають однакову висоту. Кожен зруб завершується окремим верхом. Середній зруб ширший і довший за бабинець і вівтар. Центральний зруб і бабинець прямокутної форми, вівтар — п'ятистінний. Зруб зовні шальований вертикально дошками.
Кожен із трьох верхів має по два заломи. Перші заломи полегшують масу зрубів стін, переходять у світловий восьмерик. Другі заломи переходять у видовжені глухі ліхтарі. Їх завершують чітко окреслені грушоподібної форми восьмигранні глави з кованими хрестами складного профілю.

## Історичні відомості
Церква збудована у селі Сухий Яр Ставищанського району Київської області у 1774 р. Храм був освячений на честь Покрови Пресвятої Богородиці. У 1984 році її демонтували і перевезли на територію Музею народної архітектури та побуту Середньої Наддніпрянщини. У 1986 році пам'ятка була реставрована на території музею.
Жителі села збудували у своєму селі такої ж форми церкву, тільки дерев'яними в ній залишились лише барабани та бані.

## Музей історії української православної церкви
У приміщенні церкви розташовано експозицію Музею історії Української православної церкви. Представлено портрети видатних діячів православ'я, археологічні старожитності, релігійну літературу XVII—XX ст., речі церковного вжитку й побуту священнослужителів.

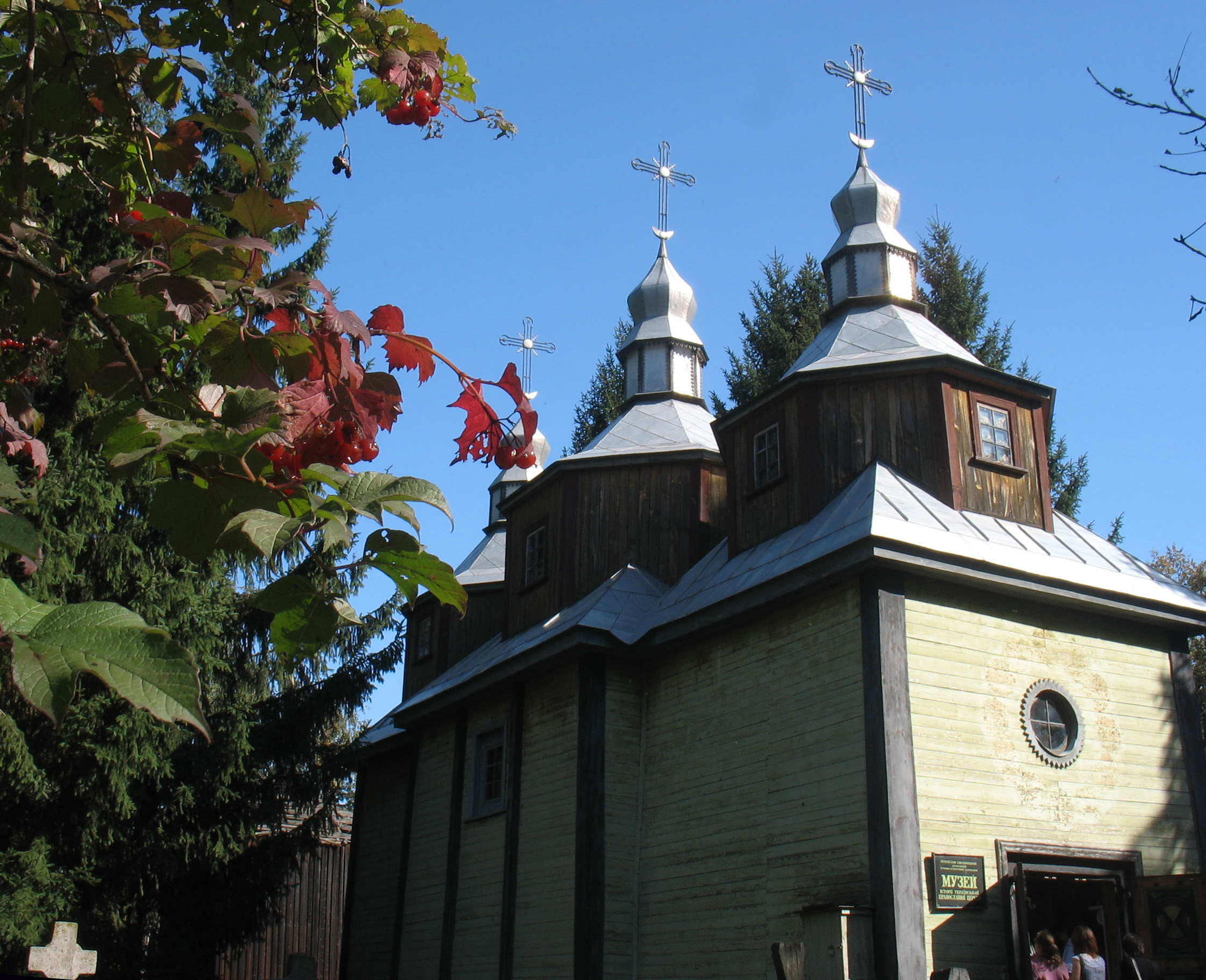
Вересень 2007
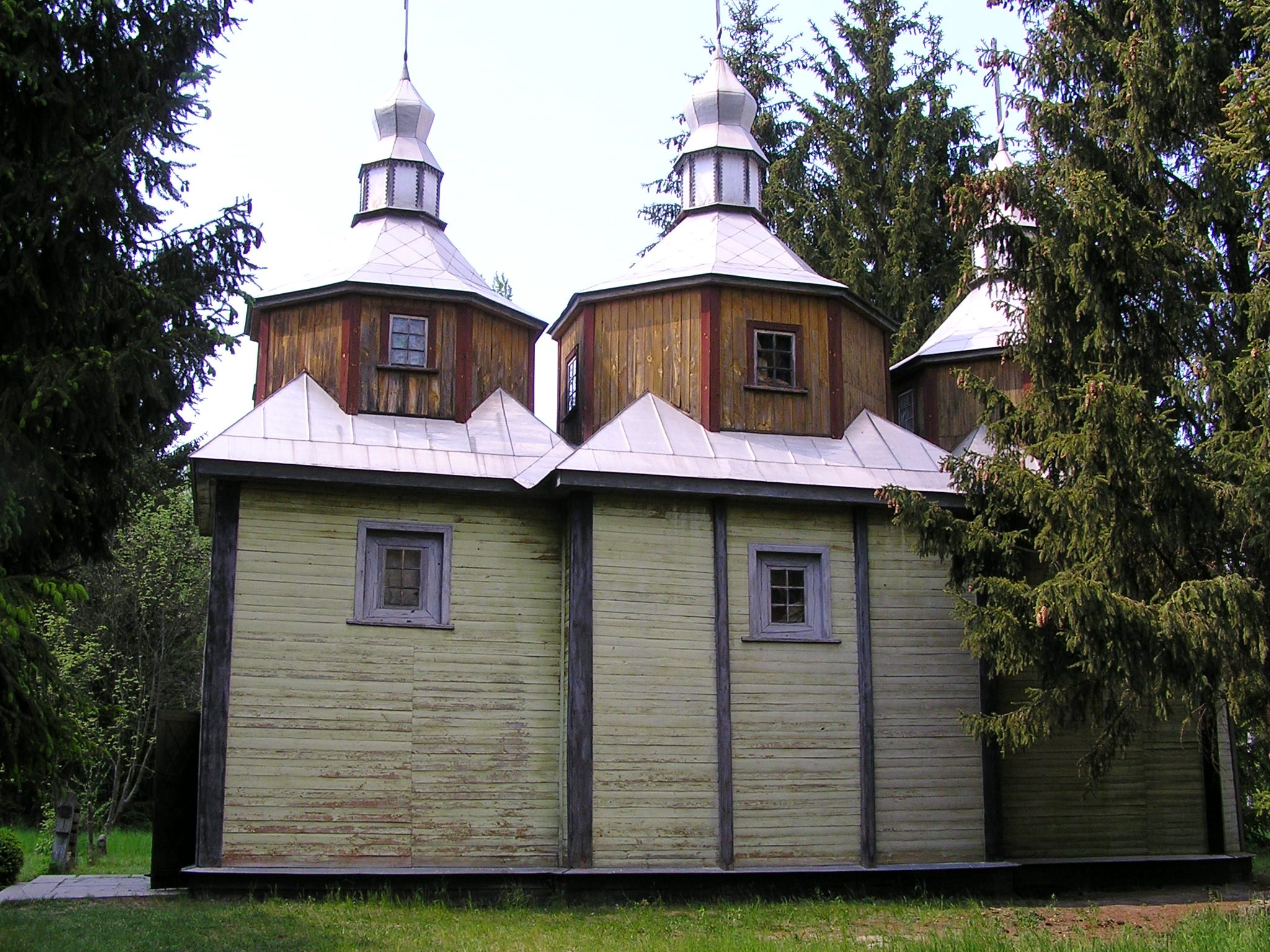
Травень 2009 року
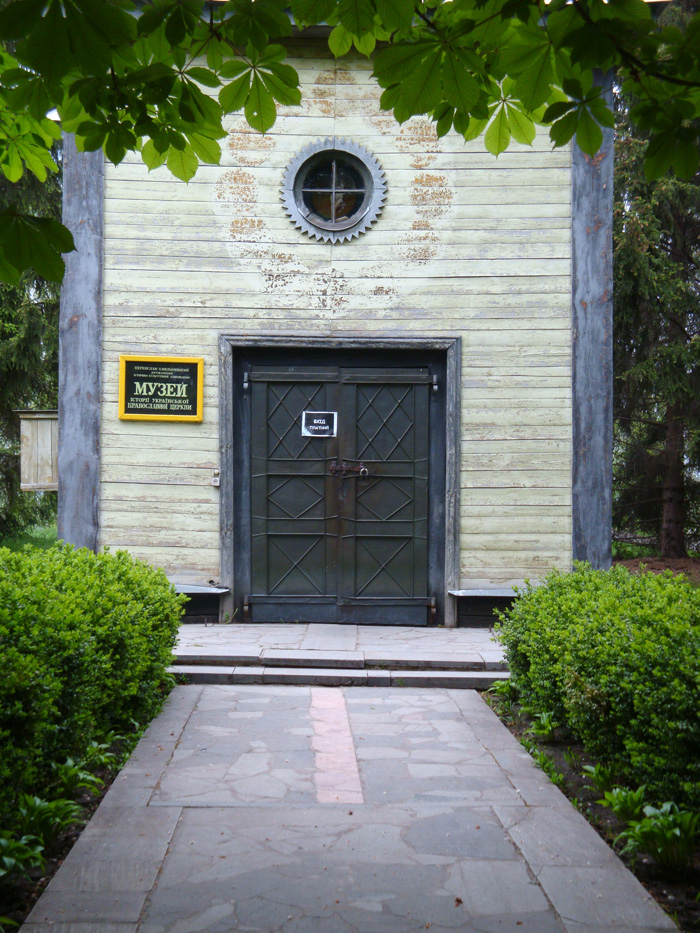
Вхід до церкви-музею (травень 2010)
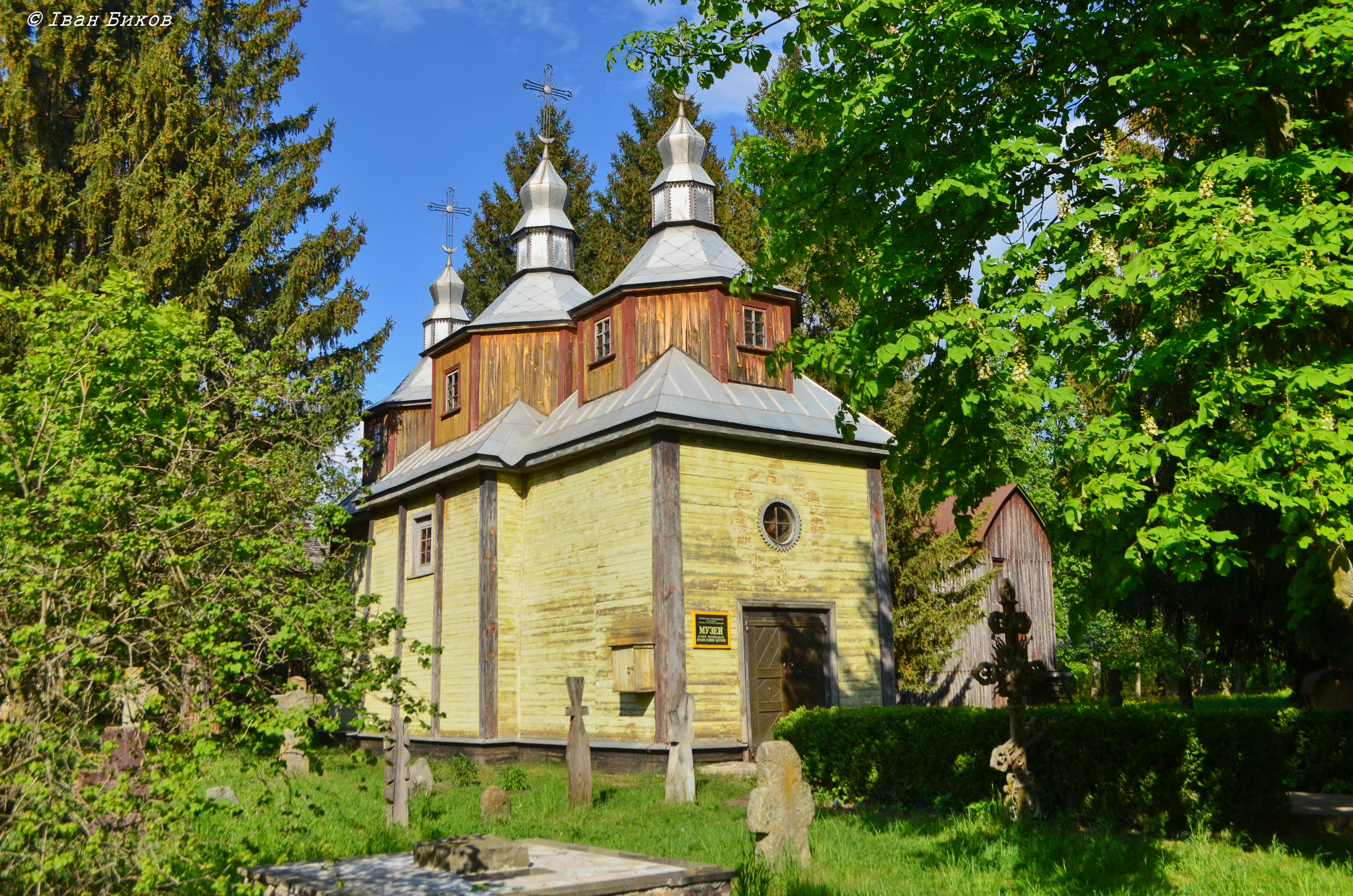
Церква і цвинтар (травень 2015)
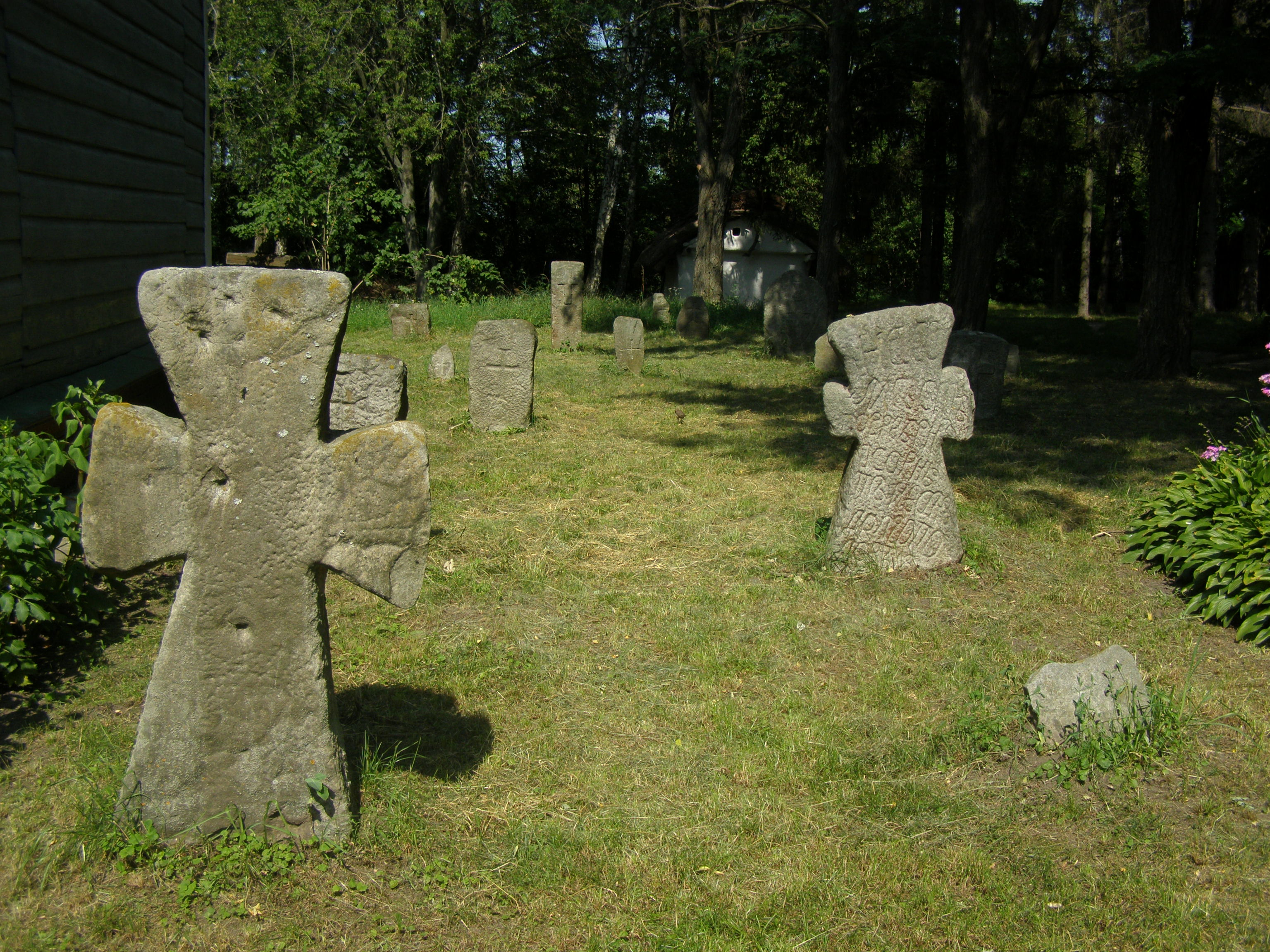
Козацькі хрести (липень 2015)
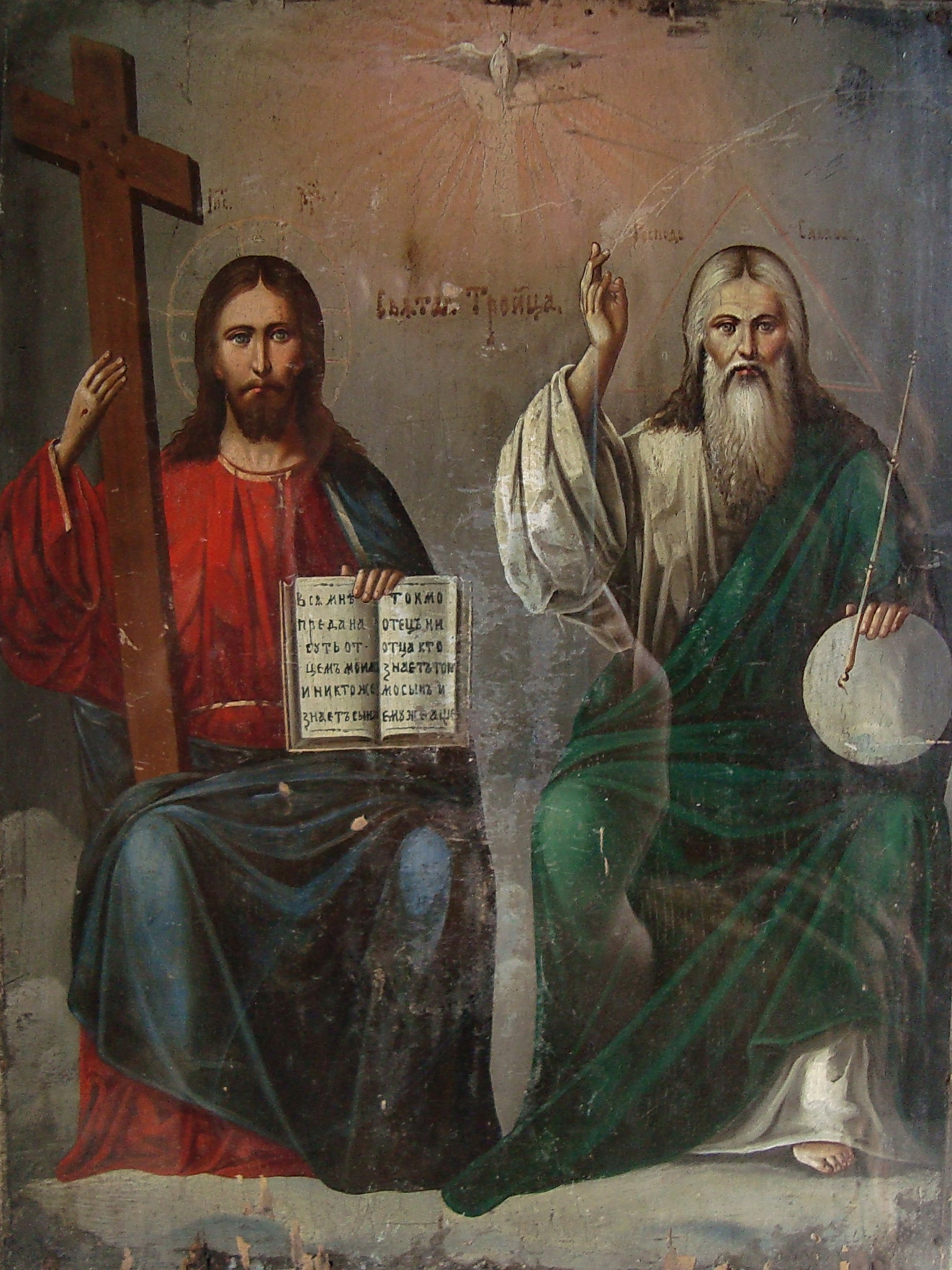
Фрагмент експозиції